# Alice Dannenberg
Alice Dannenberg, nacida el 4 de abril de 1861 en Jelgava, Gobernación de Curlandia, Imperio ruso (hoy Letonia) y fallecida el 28 de junio de 1948 en Châtillon, Hauts-de-Seine, Francia, fue una artista pintora francesa de origen alemán del Báltico.

## Datos biográficos
Presentó su obra pictórica por primera vez en París, en el Montparnasse cosmopolita de final del siglo XIX, en el año 1900, junto al colectivo denominado Los Algunos (Les Quelques en francés), grupo de pintores y escultores de la Margen izquierda, del que formaban parte igualmente Martha Stettler, originaria de Berna y Claudio Castelucho, catalán de Barcelona. En 1904, Alice Dannenberg y Martha Stettler forman parte de un nuevo grupo de una cincuentena de artistas que se autonombró Tendencias nuevas e hizo su primera exposición. En 1908, Alice Dannenberg se junta nuevamente al grupo «Los Algunos» para exponer fuera de los Grandes Salones.
En 1909, Alice Danenberg, Martha Stettler y Claudio Castelucho animaron la Academia de la Grande Chaumière, academia artística de vanguardia fundada en la calle de la Grande-Chaumière en 1904, donde enseñaron igualmente Lucien Simon y Antoine Bourdelle. En 1911, fue elegida miembro de la Sociedad nacional de Bellas Artes Durante los años 1910-1920, Alice Dannenberg y Martha Stettler permanecen en la calle de Assas en París,.
Alice Dannenberg murió en la pequeña comunidad de Chatillon, Hauts de Seine, en las proximidades de París, en su domicilio de la calle de la Estación de Chatillon, el 28 de junio de 1948.

## Obra
Cuando Alice Dannenberg expuso por primera vez en París en 1900, era ya una pintora confirmada que trabajaba en su arte desde hacía más de quince años. Su cuadro conocido más antiguo esta fechado en 1884 y  representa un paisaje ruso. De 1904 a 1911-1912, pintó principalmente escenas infantiles, en particular en el jardín de Luxemburgo después en el jardín de los Tullerias. De 1908 a 1913 tiene  escenas marinas y comienza a exponer paisajes melancólicos. En 1913 aparecen cuadros de su viaje por Italia, particularmente de Venecia y de Florencia.
A partir de 1914, produce cuadros de interiores  debutando con La Lectura, que se amplía hasta después de la Primera Guerra Mundial con una serie de naturalezas muertas,,,,. En los años 1920, Alice Dannenberg expuso otra vez  paisajes marítimos, en esta ocasión de tonalidades sombrías, pintados durante sus estancias en Audierne (1927) y en Caudebec (1929). Finalmente, entre 1931 y 1935, pintó principalmente coloridas telas con flores.
En 1926, presenta en una retrospectiva del Salón de los independientes las telas: Desnudos de niña, Venecia, Naturaleza muerta (rosa), A Luxemburgo, En la orilla de la mar (Rusia) ; en 1927, Bebé ; en 1928, Versalles y Rosas y en 1929, Los Andelys y Caudebec.
Los críticos comparan su arte a aquellos de John Imitar Sargent, Anders Zorn, Charles Cottet y observan influencias de Lucien Simon.